# Klaus Buchenrieder
Klaus Buchenrieder (* 1958) ist ein deutscher Informatiker und Professor für Eingebettete Systeme an der Universität der Bundeswehr München. Er ist insbesondere für seine Arbeiten zur Steuerung von Prothesen mittels myoelektrischer Signale und für seine Forschung zu Embedded Systems und Hardware/Software-Codesign bekannt.

## Leben
Klaus Buchenrieder promovierte in den USA und ist seit mehreren Jahren als Hochschullehrer tätig. An der Universität der Bundeswehr München leitet er die Professur für Eingebettete Systeme / Rechner in Technischen Systemen im Institut für Technische Informatik. Zudem ist er am Forschungsinstitut CODE und im Zentrum SENS tätig.

## Forschungsschwerpunkte
Seine wissenschaftlichen Arbeiten konzentrieren sich auf folgende Bereiche:
- Verarbeitung myoelektrischer Signale (EMG) zur Prothesensteuerung
- Klassifikation mittels KI und maschinellem Lernen
- Embedded Systems und Edge Computing
- Hardware-/Software-Codesign und Simulation
- Signalverarbeitung und Biosensorik

Er ist Autor von über 75 wissenschaftlichen Publikationen, u. a. in den Bereichen Computerarchitektur, Soft-Prototyping, Prothesensteuerung und Signalklassifikation.

## Projekte
Er ist u. a. beteiligt an:
- VITAL-SENSE: System zur Gesundheitsüberwachung und Biosignalauswertung
- Myo-to-Gesture: KI-gestützte Steuerung von Armprothesen

## Ausgewählte Publikationen
- K. Buchenrieder et al. (2024): Edge-Processing of Myoelectric Signals for the Control of Hand and Arm-Prostheses. In: EUROCAST.
- P. Gaßner, K. Buchenrieder (2022): Continuous Time Normalized Signal Trains for a Better Classification of Myoelectric Signals. EUROCAST.
- A. Attenberger, K. Buchenrieder (2013): Modeling and Visualization of Classification-Based Control Schemes for Upper Limb Prostheses. ComSIS 10(1), S. 349–367.

Eine vollständige Liste ist über ResearchGate und dblp abrufbar.

## Mitgliedschaften
- Forschungsinstitut CODE
- Zentrum SENS
- ResearchGate
- ACM Digital Library